# Rača (gmina Bajina Bašta)
Rača (cyr. Рача) – wieś w Serbii, w okręgu zlatiborskim, w gminie Bajina Bašta. W 2011 roku liczyła 591 mieszkańców.